# Fargues-Saint-Hilaire
Fargues-Saint-Hilaire là một xã trong tỉnh Gironde, thuộc vùng Nouvelle-Aquitaine của nước Pháp, có dân số là 2249 người (thời điểm 1999). Trong khi trong năm 1962 Fargues-Saint-Hilaire còn có trên 855 dân cư thì năm 1999 đã có 2.249 người.